# Skierniewice (stacja kolejowa)

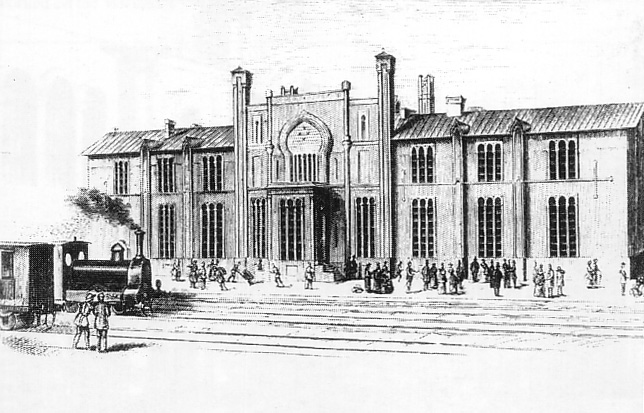
Dworzec kolejowy, rok 1872

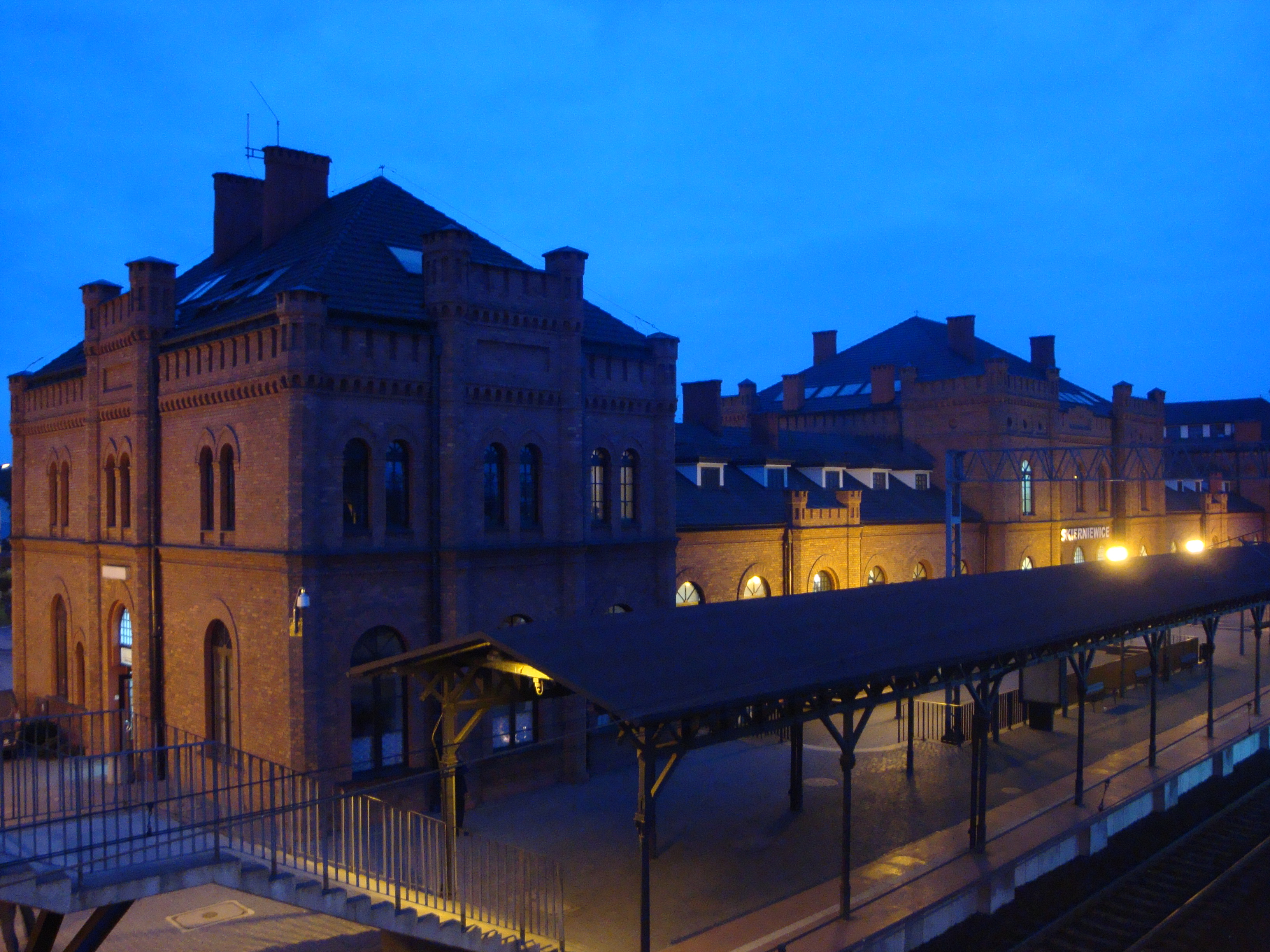
Dworzec Kolejowy

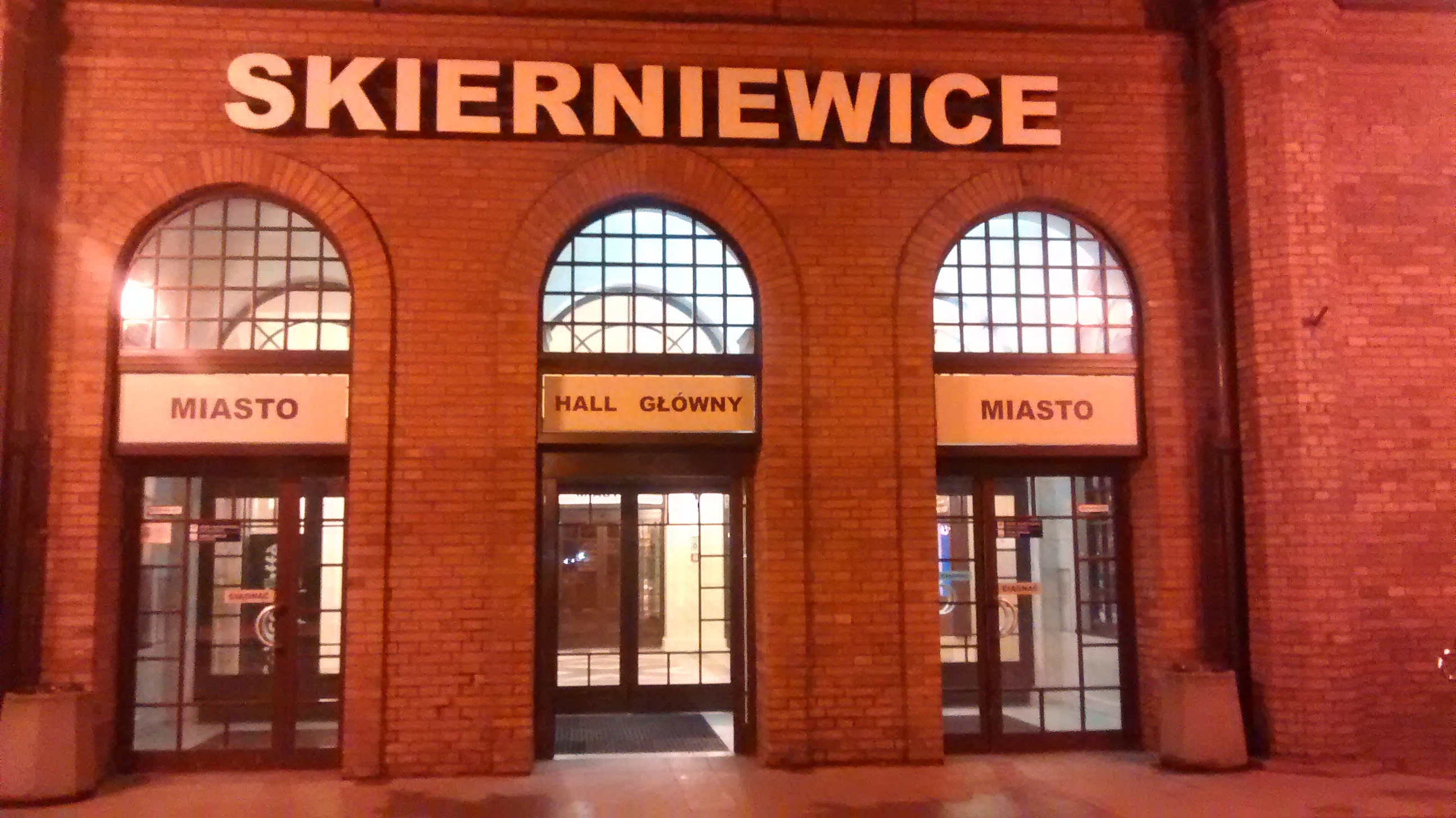
Wejście główne na dworcu

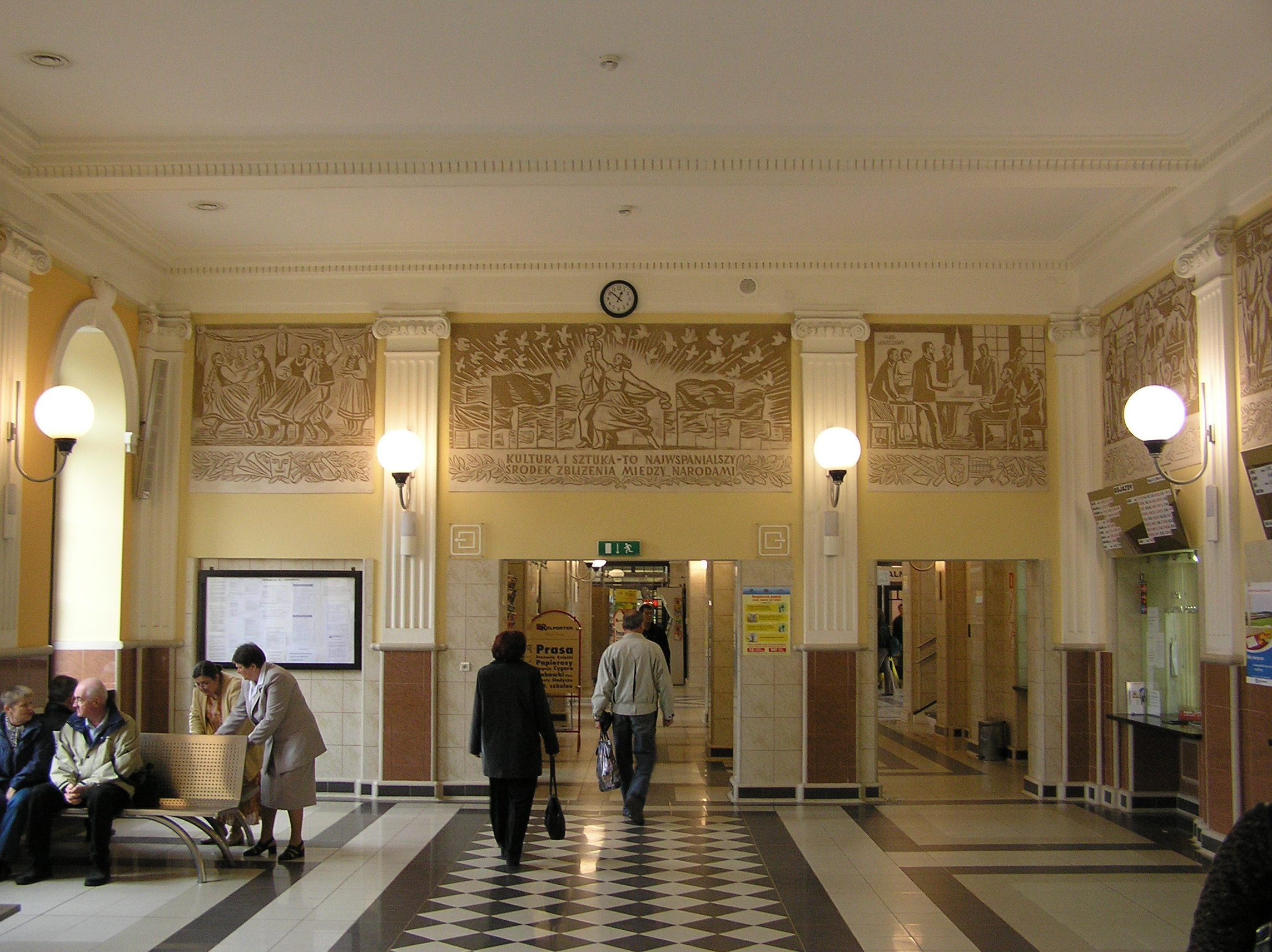
Wnętrze dworca kolejowego w Skierniewicach (2011 r.)

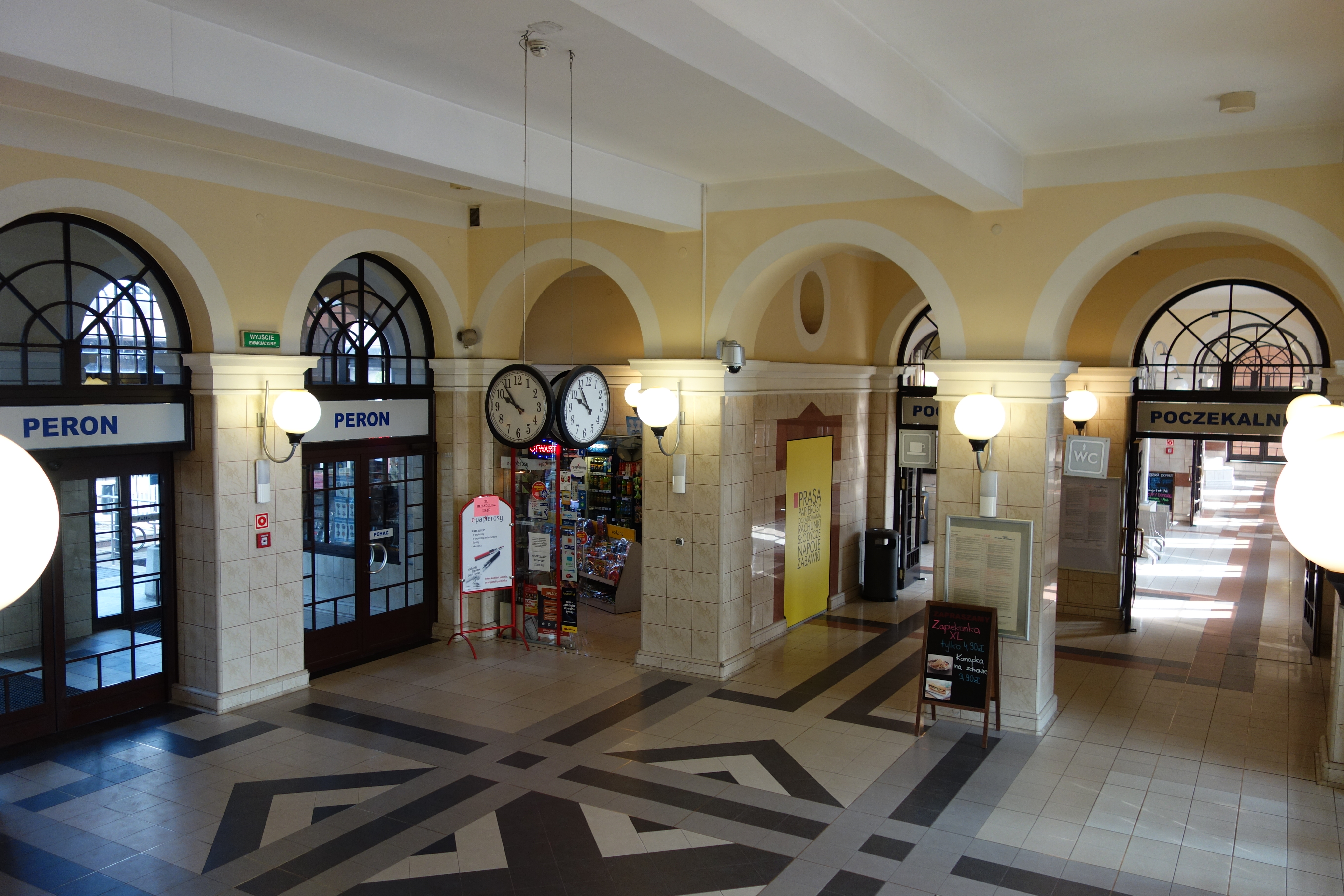
Wyjście na perony, wejście do poczekalni

Skierniewice – stacja kolejowa w Skierniewicach (w dzielnicy Skierniewka), w województwie łódzkim, w Polsce. Według klasyfikacji PKP ma kategorię dworca regionalnego.
Stacja posiada windy czynne dla podróżnych przemieszczających się na peron pierwszy, drugi i trzeci.

## Historia
Pierwszy budynek dworca powstał w 1845, drugi w roku 1873, wzniesiony w stylu gotyku angielskiego z wnętrzami neoklasycystycznymi, na przyjęcie cara Rosji, który odwiedzał swoją rezydencję w okolicach Skierniewic. Budynek dworca spłonął w 1914, odnowiony według planów Jana F. Heuricha, w latach 1980–2003 odnowiony zgodnie z wymaganiami konserwatorskimi (skuto tynki na elewacjach, odsłonięto ceglany wątek ścian).

Na peronie ustawiono w roku 2010 pomnik Stanisława Wokulskiego, autorstwa Roberta Sobocińskiego.
1 sierpnia 1944 funkcjonariusze niemieckiego Bahnschutzu spalili na stacji wagon z ciałami uduszonych w czasie transportu więźniów z Pawiaka. Jak się okazało, między zmarłymi ukrywali się również żywi ludzie, którzy udając nieboszczyków mieli nadzieję uniknąć transportu do obozu koncentracyjnego.

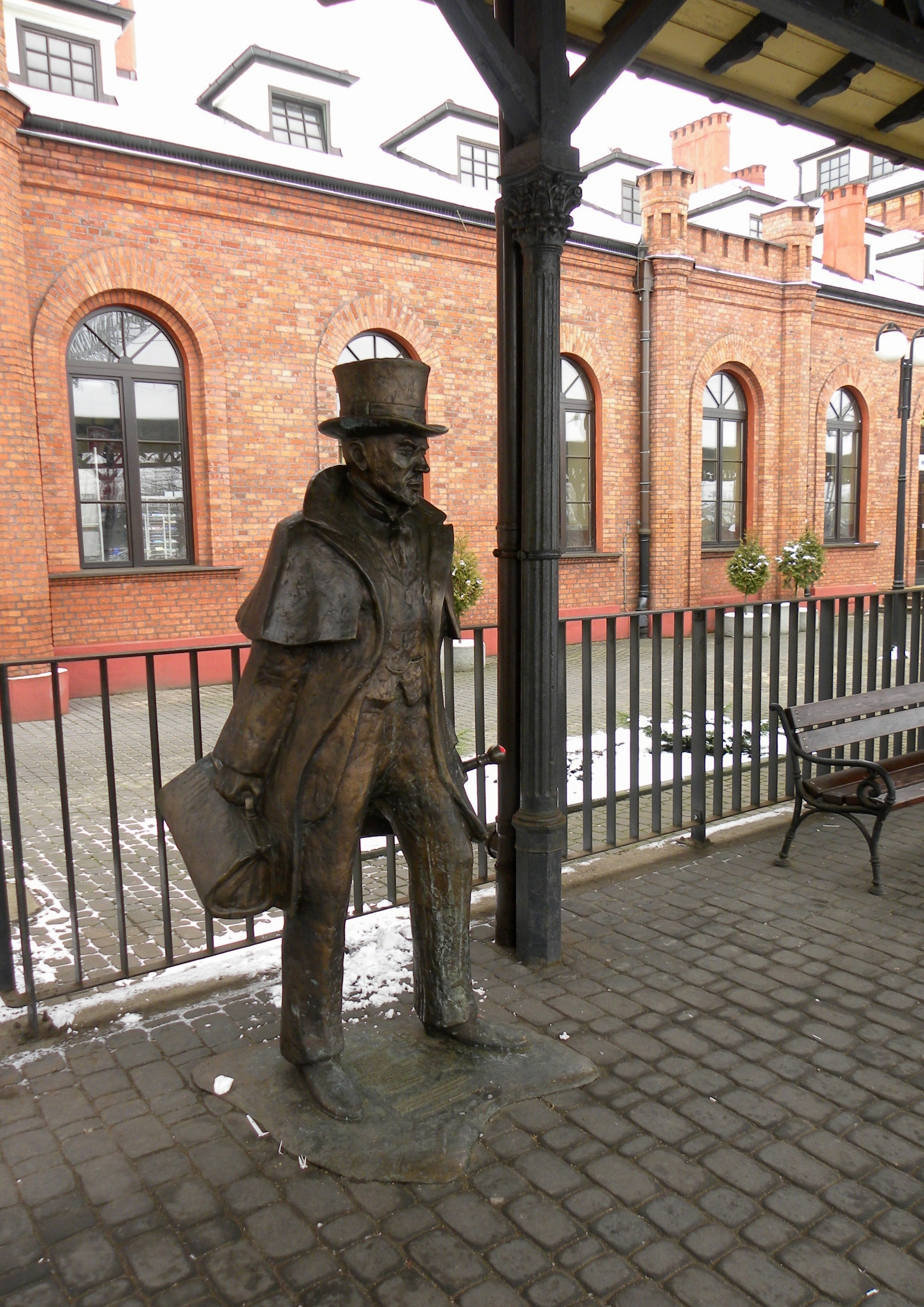
Pomnik Stanisława Wokulskiego na stacji w Skierniewicach

## Ruch pasażerski
| Rok  | Wymiana roczna | Wymiana pasażerska na dobę | Miejsce w Polsce |
| ---- | -------------- | -------------------------- | ---------------- |
| 2017 | 3 800 000      | 10 400                     | 18.              |
| 2018 | 3 760 000      | 10 300                     | 19.              |
| 2019 | 4 600 000      | 12 600                     | 16.              |
| 2020 | 3 000 000      | 8200                       | 16.              |
| 2021 | 3 368 000      | 9200                       | 16.              |
| 2022 | 4 708 500      | 12 900                     | 17.              |
| 2023 | 4 854 500      | 13 300                     | 20.              |
| 2024 | 4 684 800      | 12 800                     | 21.              |

## Linie kolejowe
- Warszawa Zachodnia – Katowice
- Skierniewice – Łowicz
- Skierniewice – Łuków

## Ruch pociągów
Na stacji zatrzymują się pociągi różnych przewoźników regionalnych i krajowych:
- PKP Intercity
- Koleje Mazowieckie
- Polregio
- Łódzka Kolej Aglomeracyjna
- Twoje Linie Kolejowe

## Połączenia

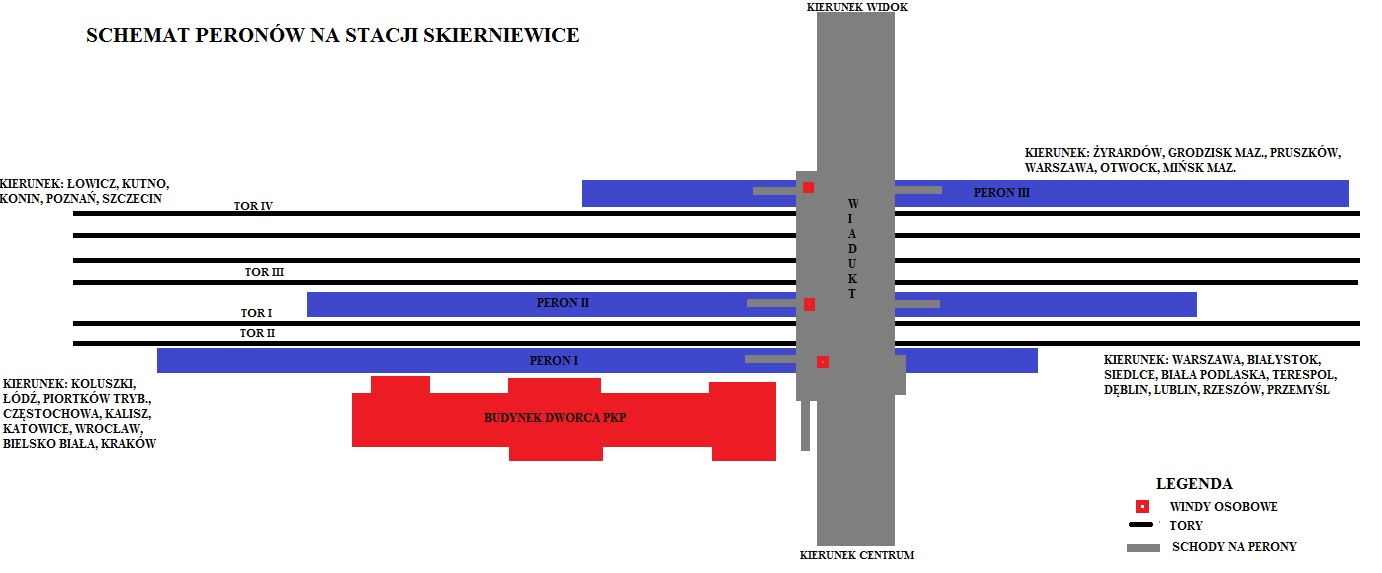
Schemat peronów w Skierniewicach

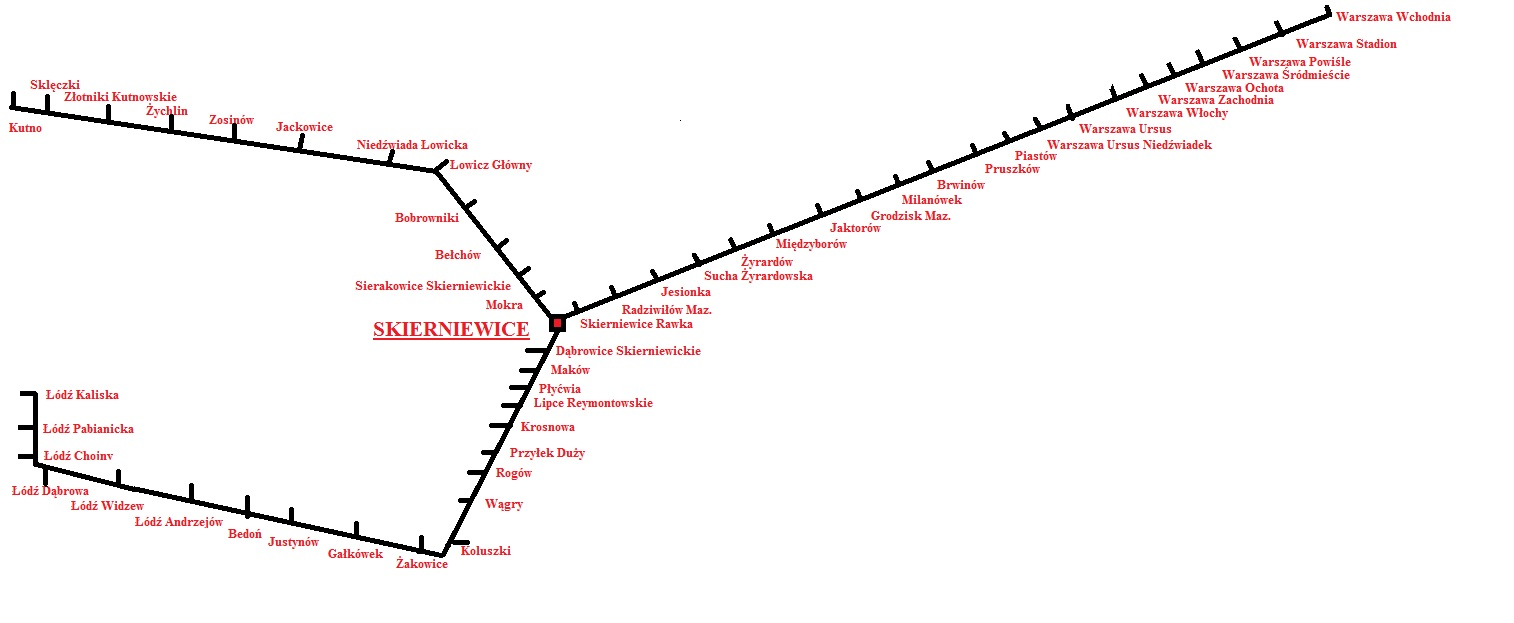
Schemat połączeń regionalnych ze stacji Skierniewice

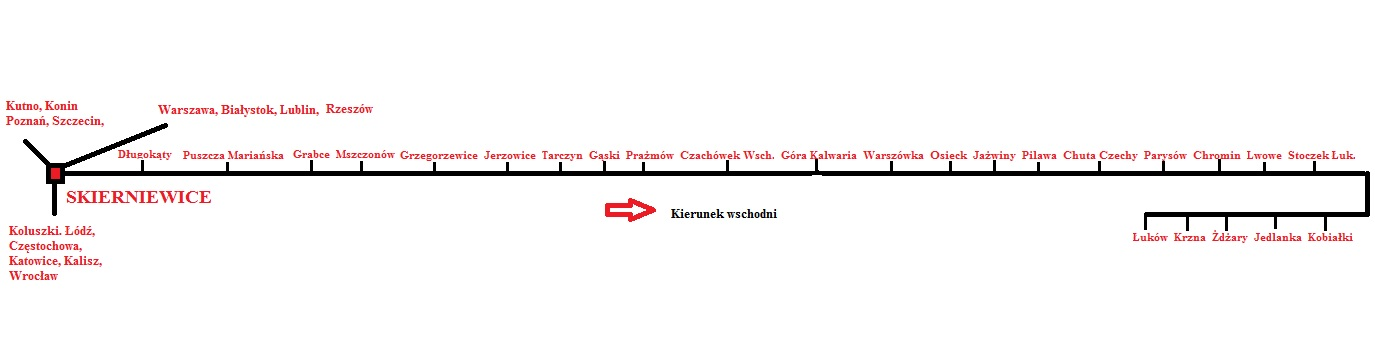
Schemat trasy Skierniewice - Łuków nieistniejący

| Linia | Operator                   | Trasa                                                                                |
| ----- | -------------------------- | ------------------------------------------------------------------------------------ |
| R1    | Koleje Mazowieckie         | Warszawa Główna - Skierniewice                                                       |
|       | Przewozy Regionalne        | Kierunki: Warszawa Główna, Koluszki, Kutno, Łowicz Główny, Łódź Kaliska, Łódź Widzew |
|       | PKP Intercity              | Kierunki: Warszawa Wschodnia, Koluszki, Łódź Fabryczna, Wrocław Główny, Jelenia Góra |
|       | Łódzka Kolej Aglomeracyjna | Kierunki: Warszawa Główna, Koluszki, Łódź Fabryczna, Zgierz                          |

### Połączenia zlikwidowane
Wcześniej (do końca maja 2004 r.) istniały połączenia na linii kolejowej nr 12 do miejscowości Łuków przez Puszczę Mariańską, Mszczonów, Tarczyn, Czachówek, Górę Kalwarię, Osieck, Pilawę, Stoczek Łukowski. Obecnie na trasie odbywa się wyłącznie ruch pociągów towarowych.

## Perony
Stacja posiada trzy perony z czterema krawędziami:
- Peron I tor 2
- Peron II tor 1 i 3
- Peron III tor 104

## Skomunikowanie
Dworzec położony w bezpośrednim sąsiedztwie dworca autobusowego PKS Skierniewice, oraz przy przystankach MZK Skierniewice, gdzie odjeżdżają linie autobusowe nr: 1, 3, 6, 7, 10, A.
Przy dworcu znajduje się postój taksówek różnych korporacji, oraz parkingi od strony północnej i południowej dworca.

## Galeria dworca

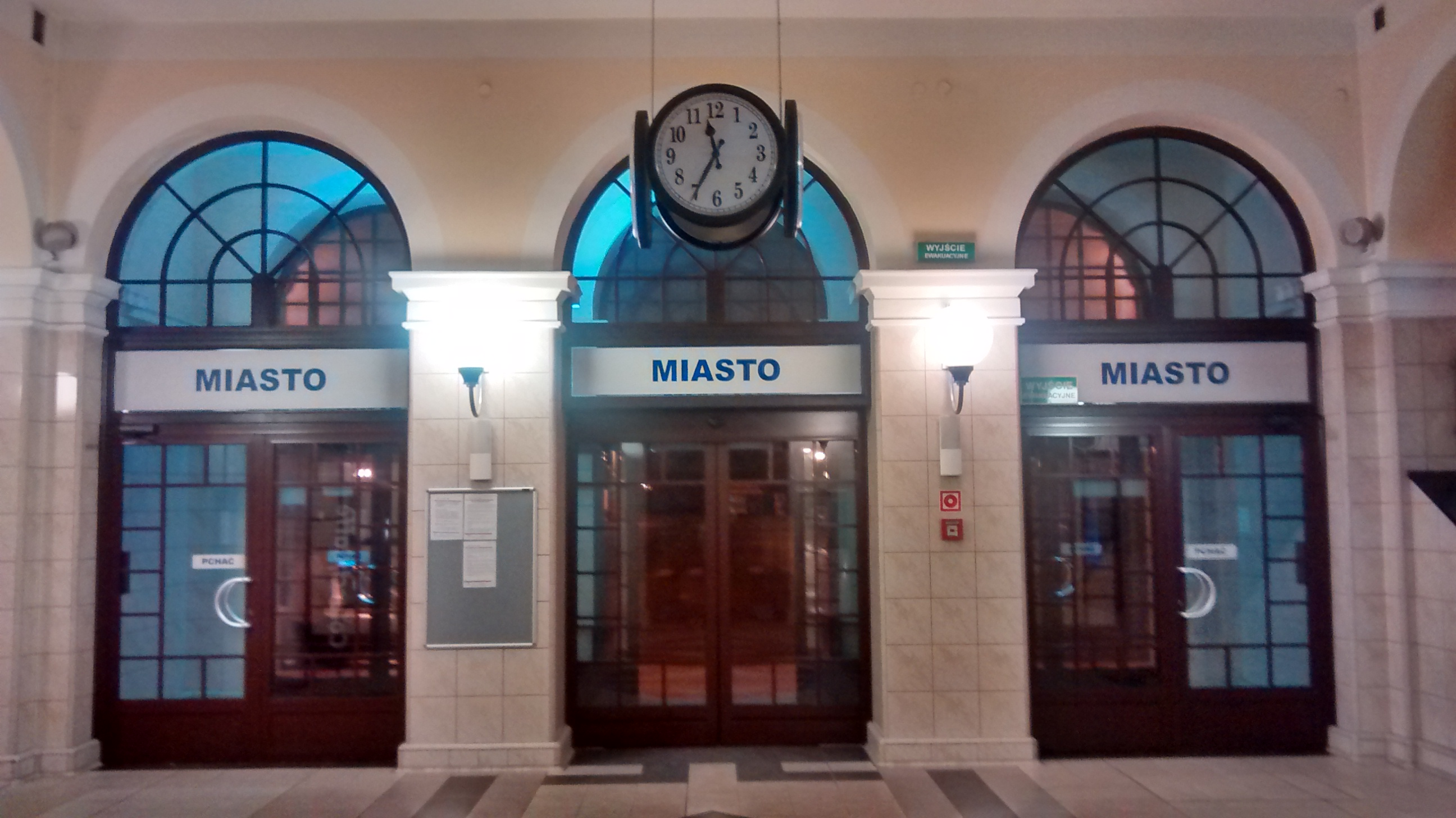
Wyjście główne z dworca
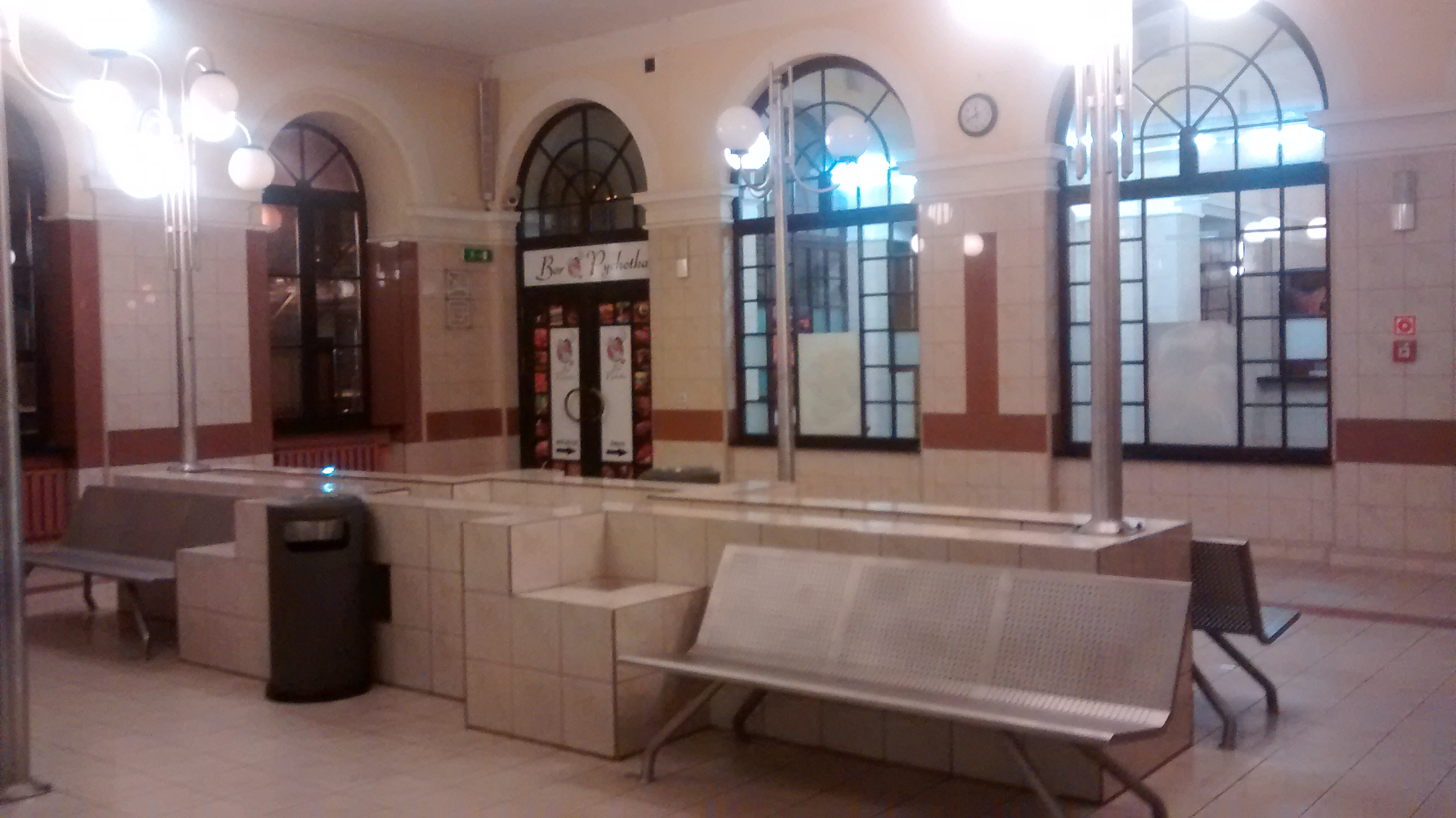
Poczekalnia na dworcu (maj 2016)
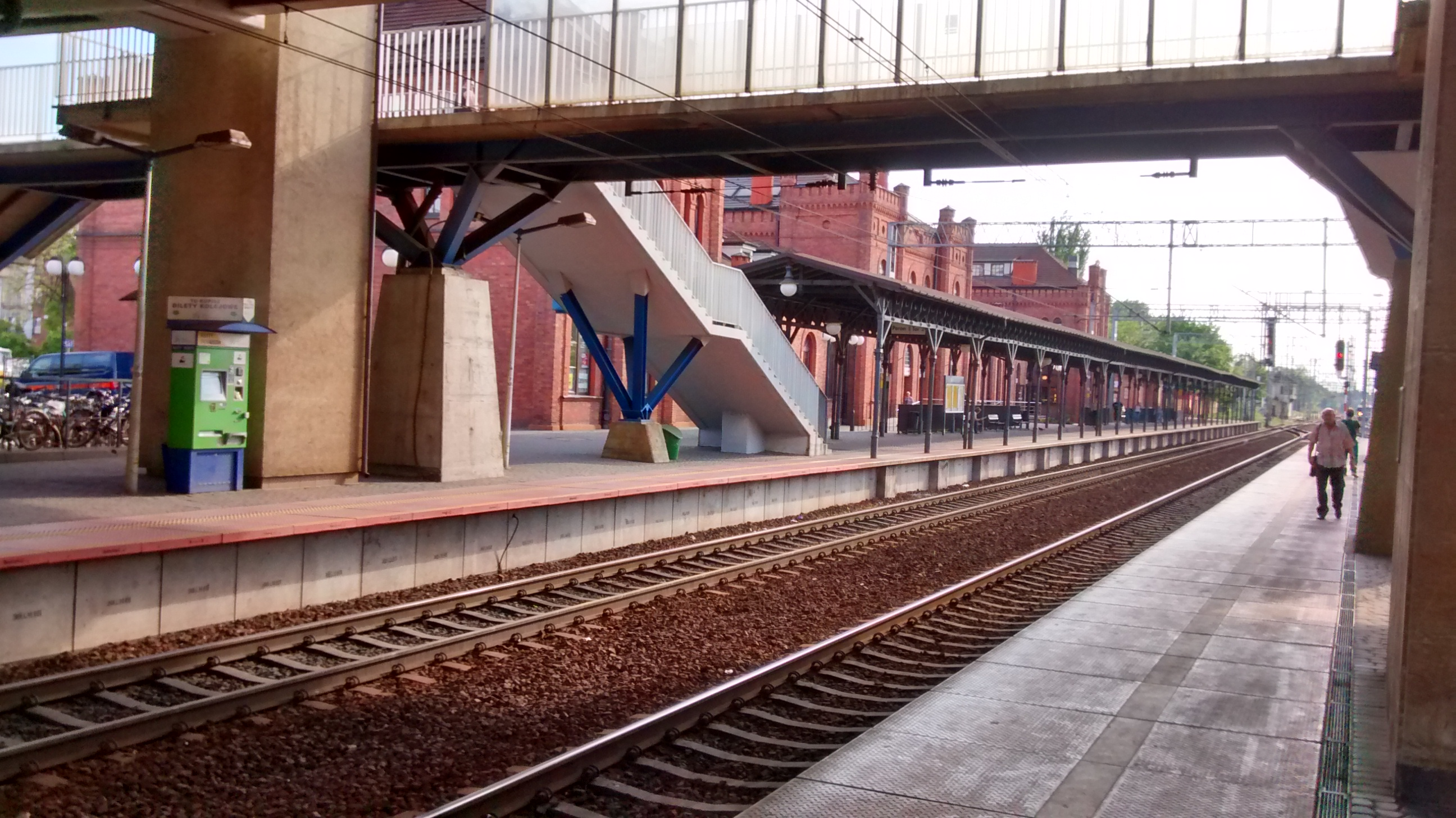
Peron I i II w Skierniewicach (maj 2016)
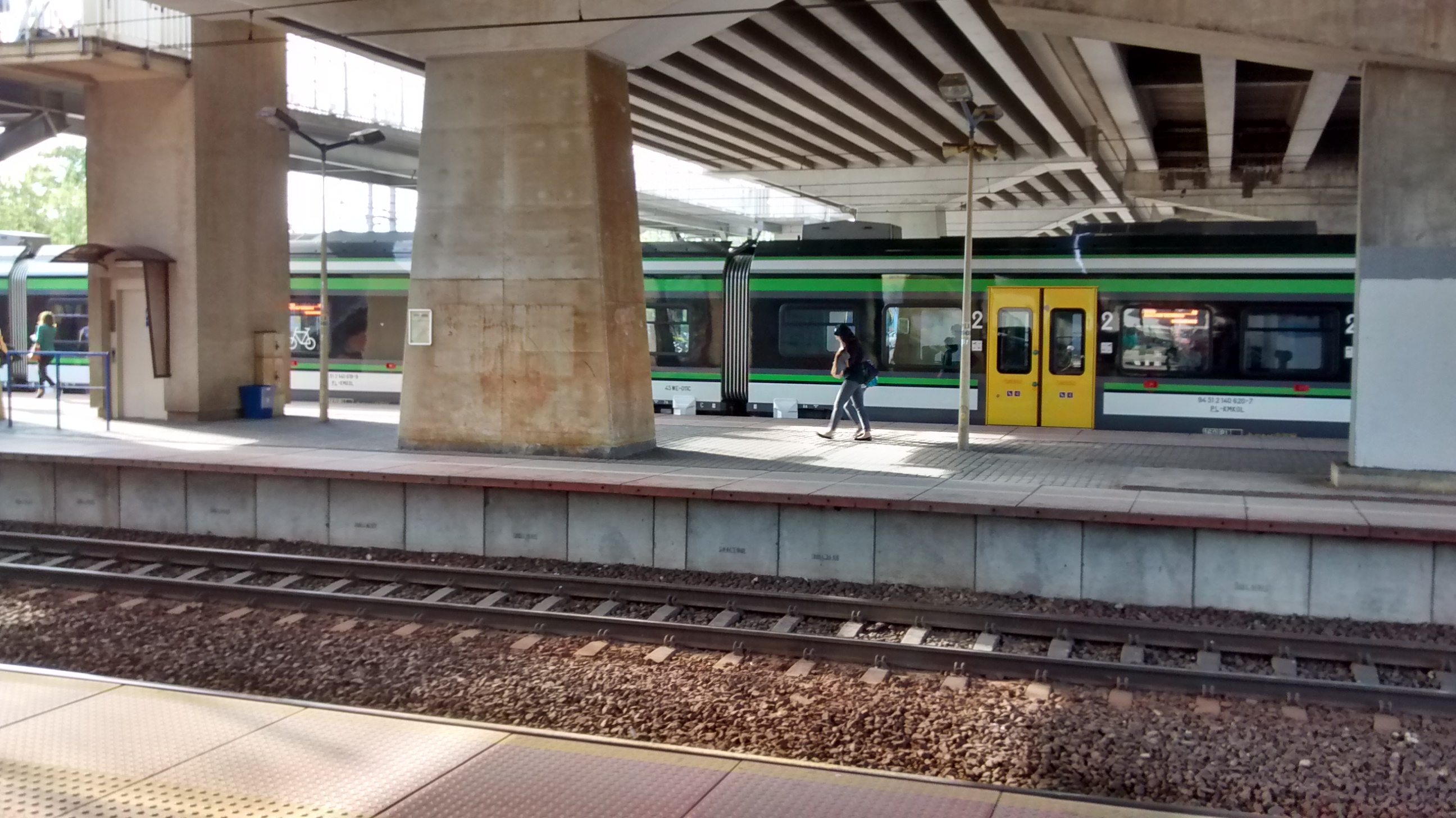
Peron drugi pod wiaduktem
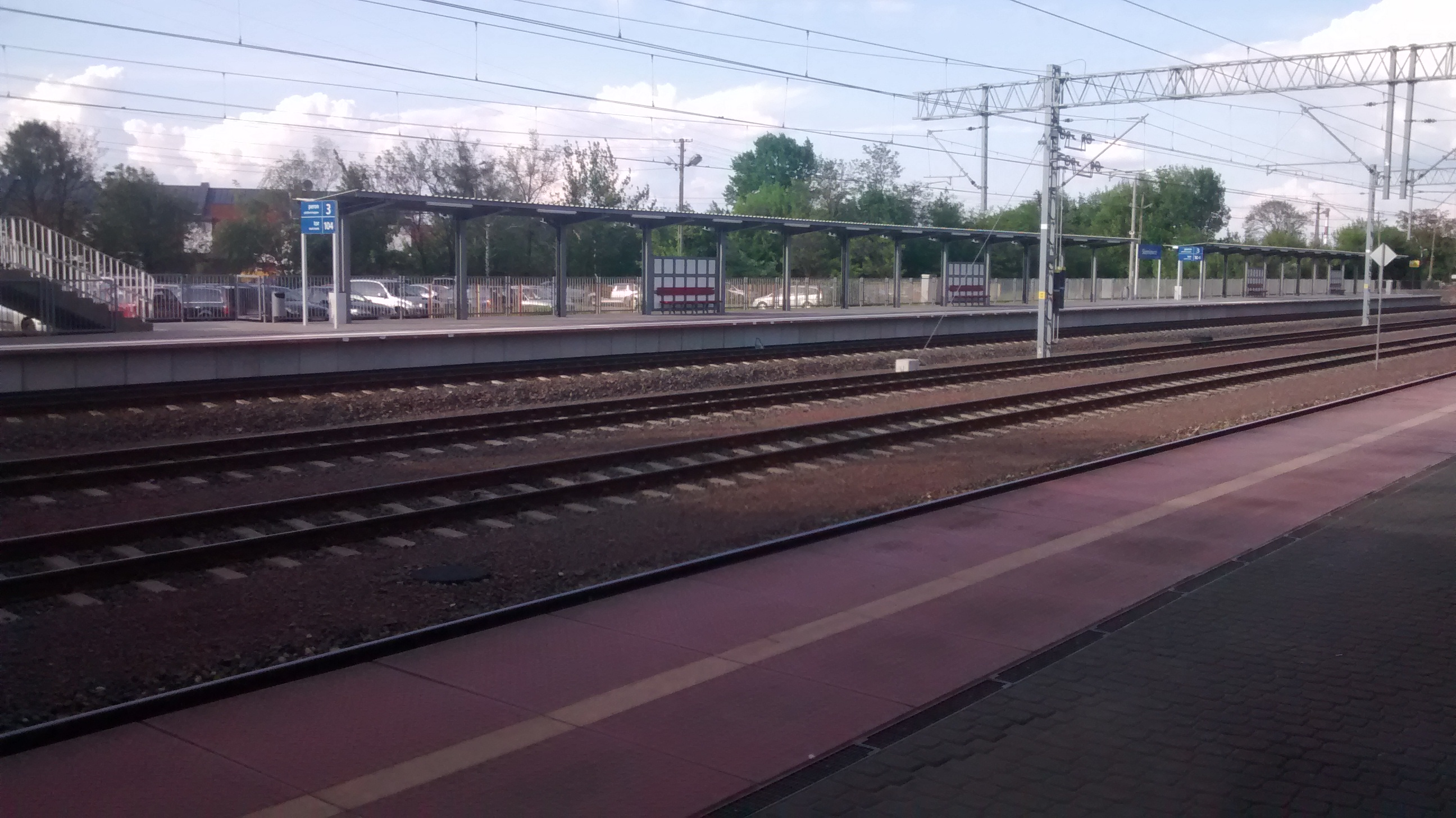
Widok na peron III (maj 2016)
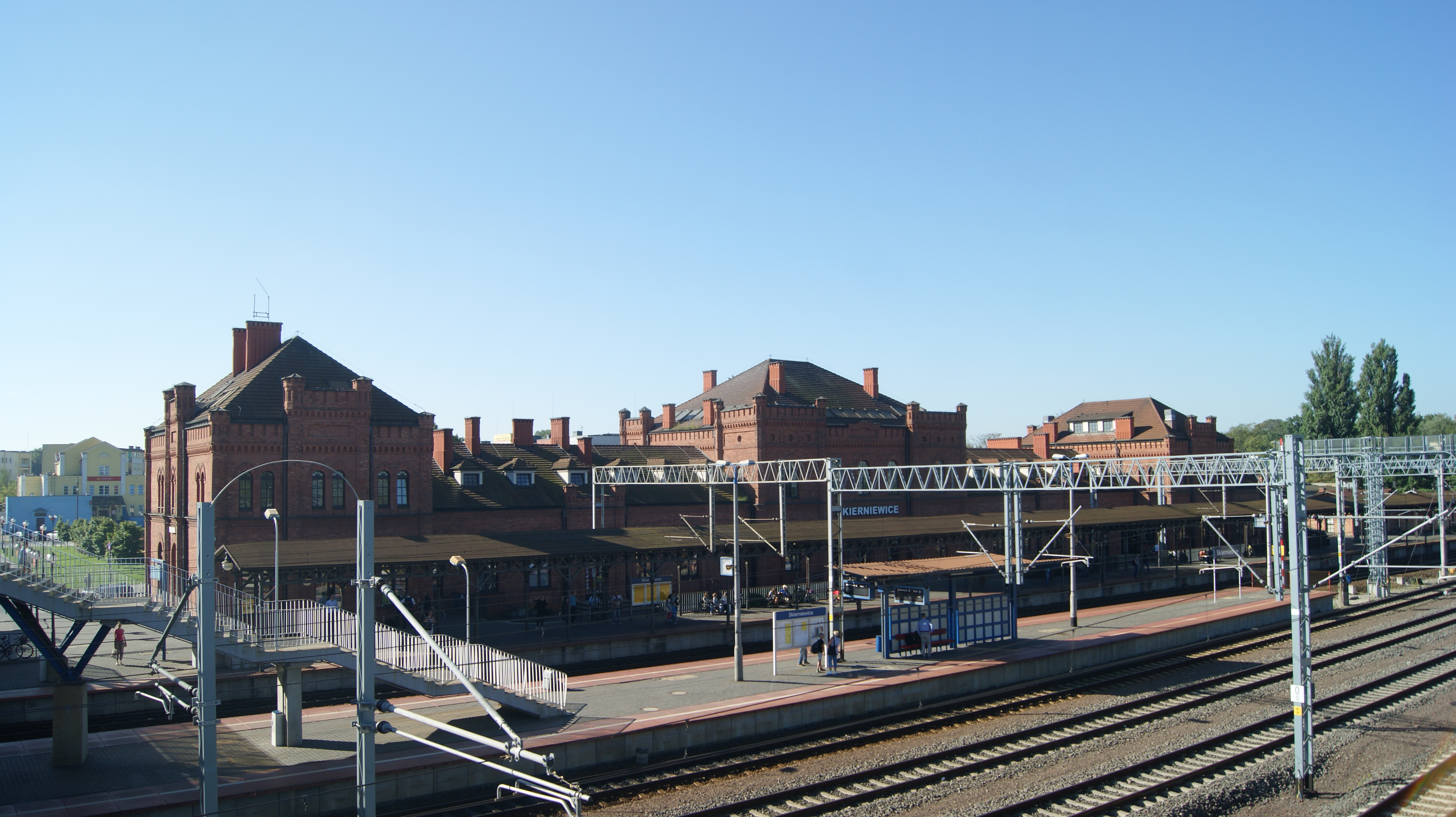
Budynek dworca wraz z peronami I i II
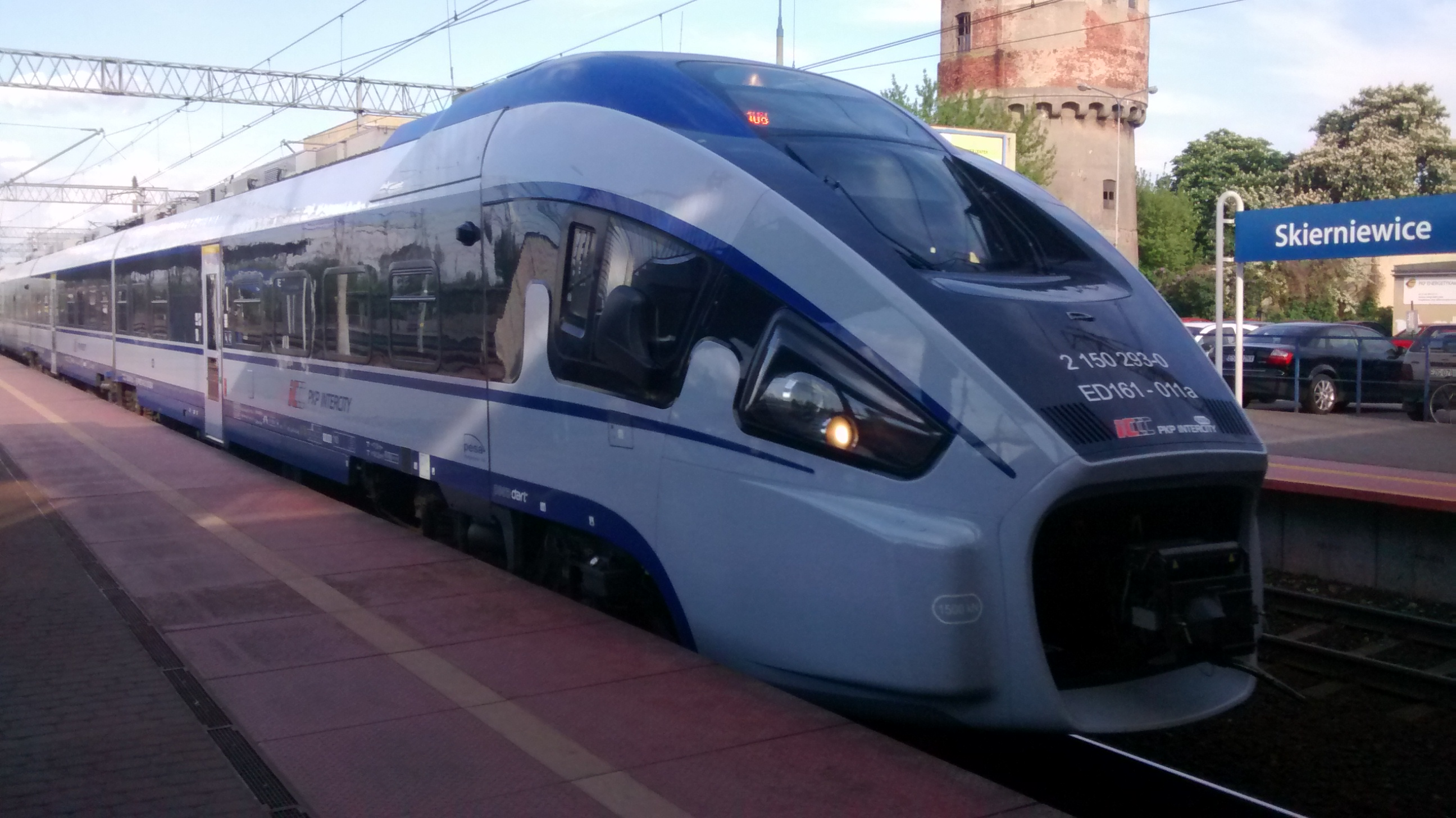
IC „Ondraszek” na stacji Skierniewice
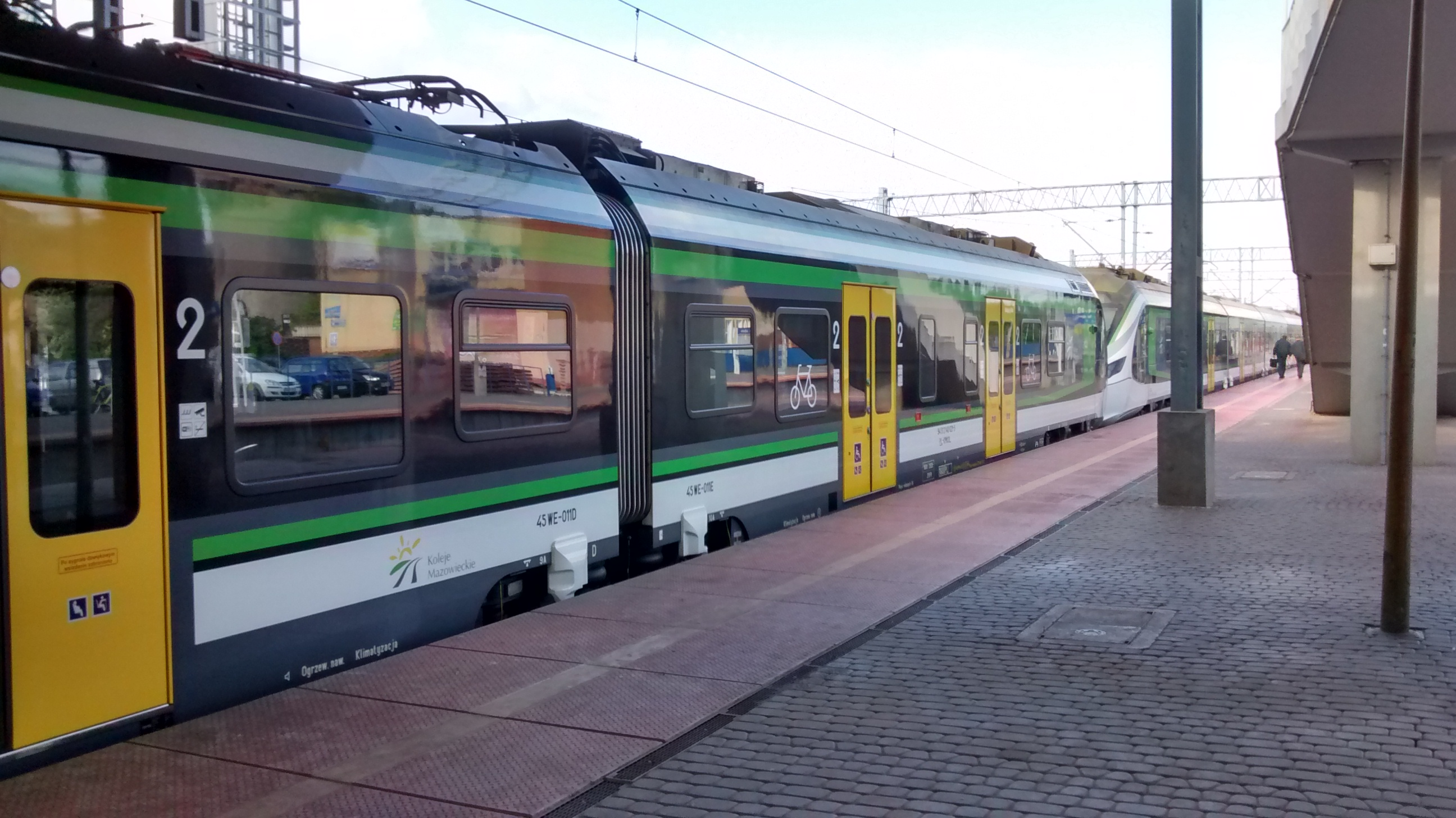
Pociąg osobowy przy peronie II do Warszawy Wschodniej
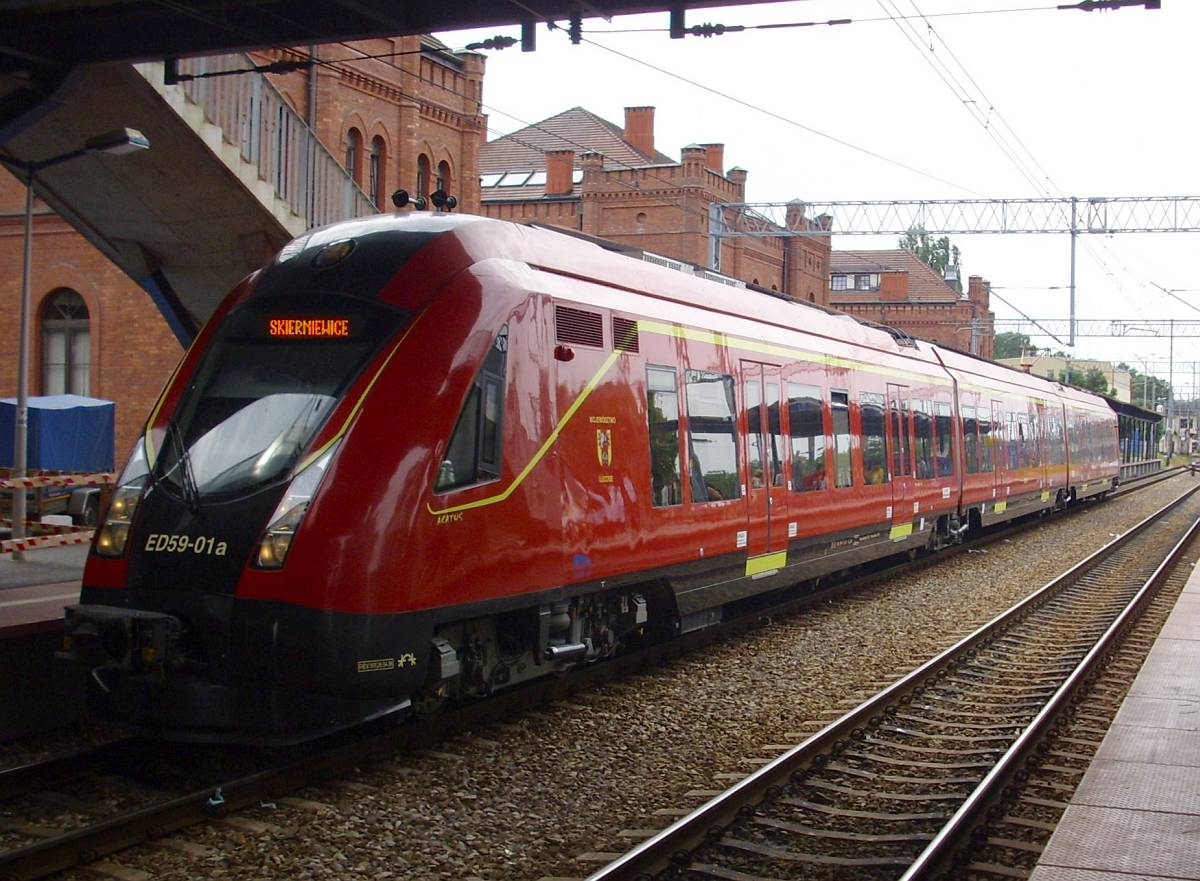
Pociąg przy peronie I
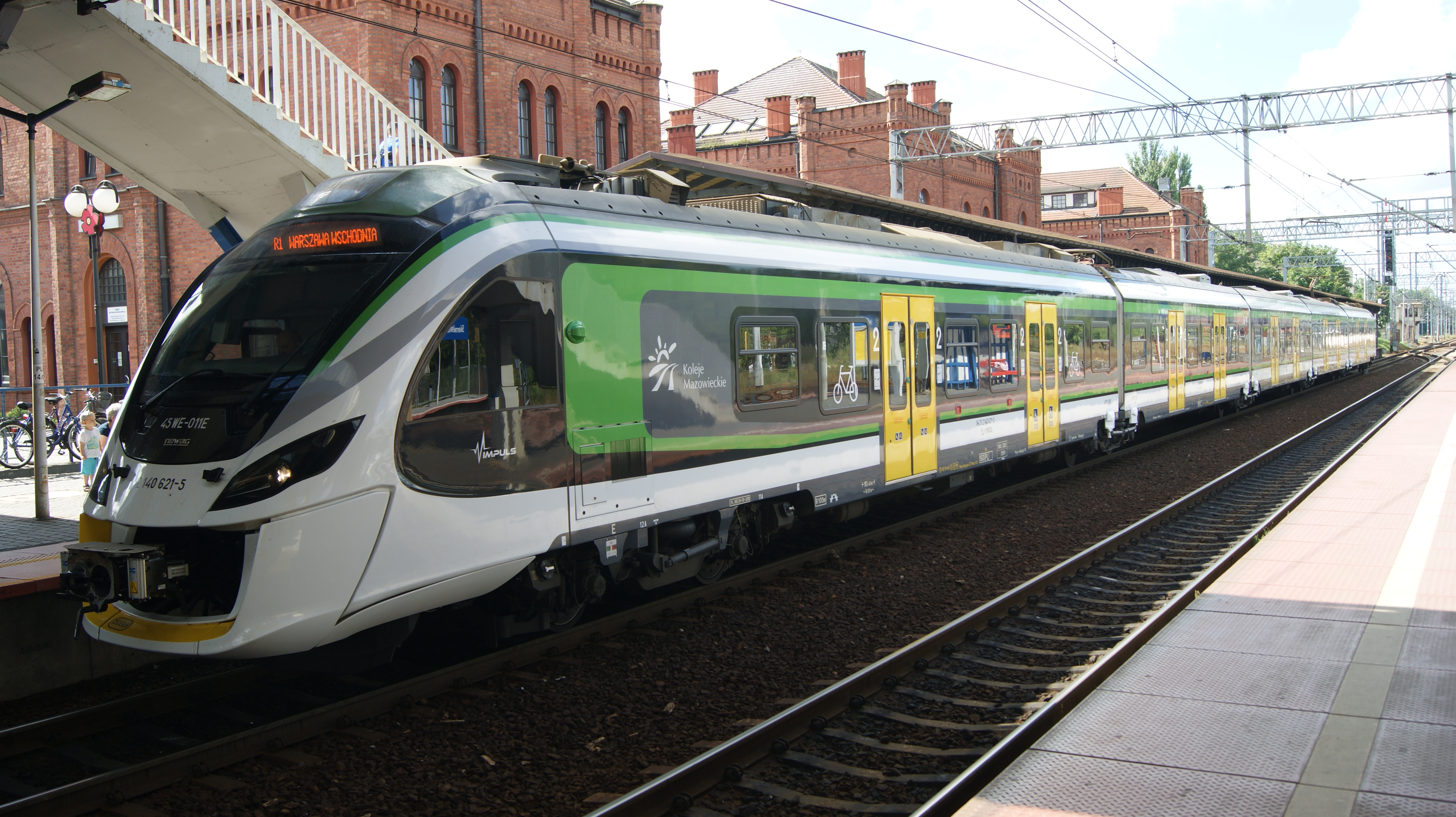
Pociąg spółki Koleje Mazowieckie
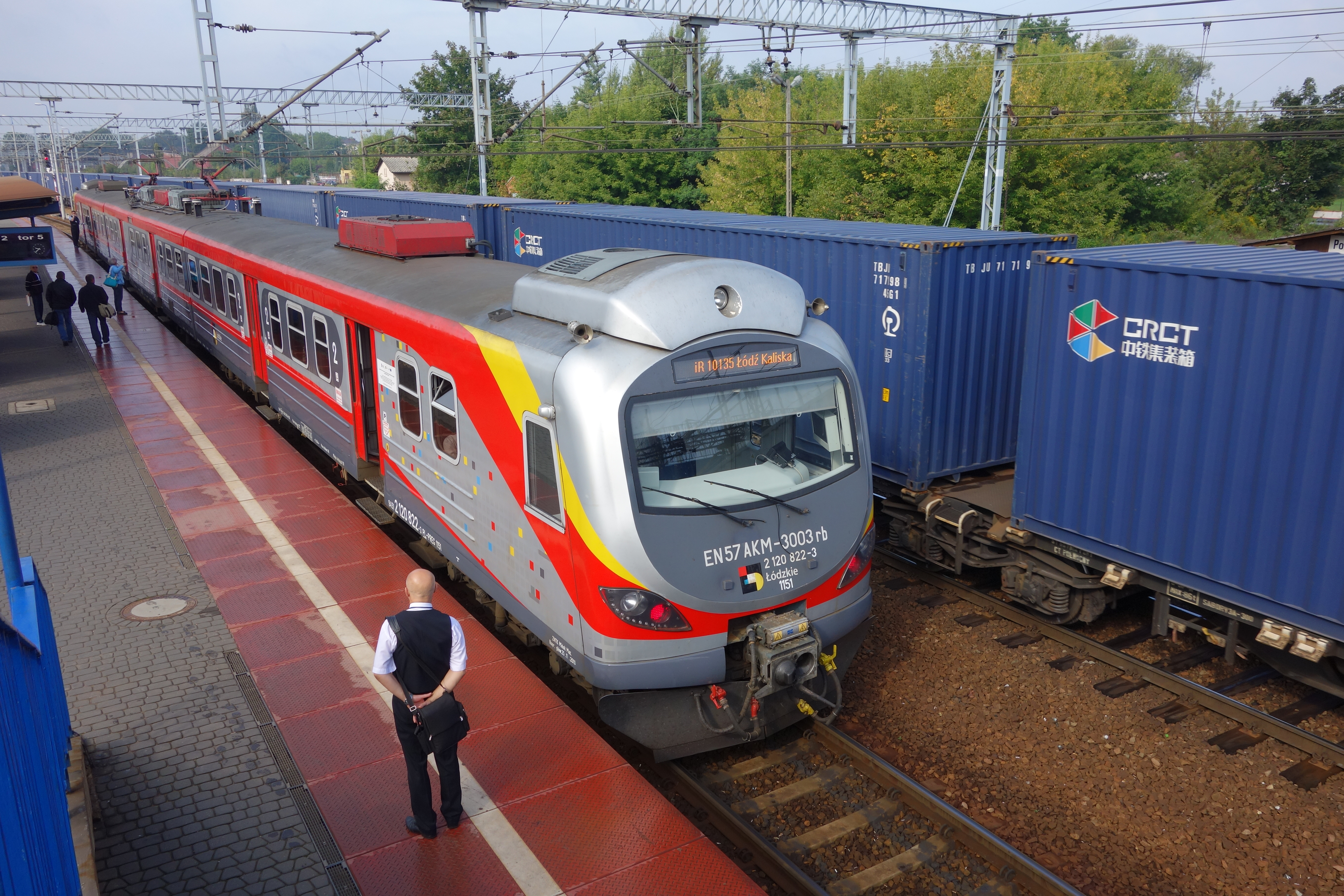
Pociąg osobowy do Łodzi Kaliskiej przy peronie II
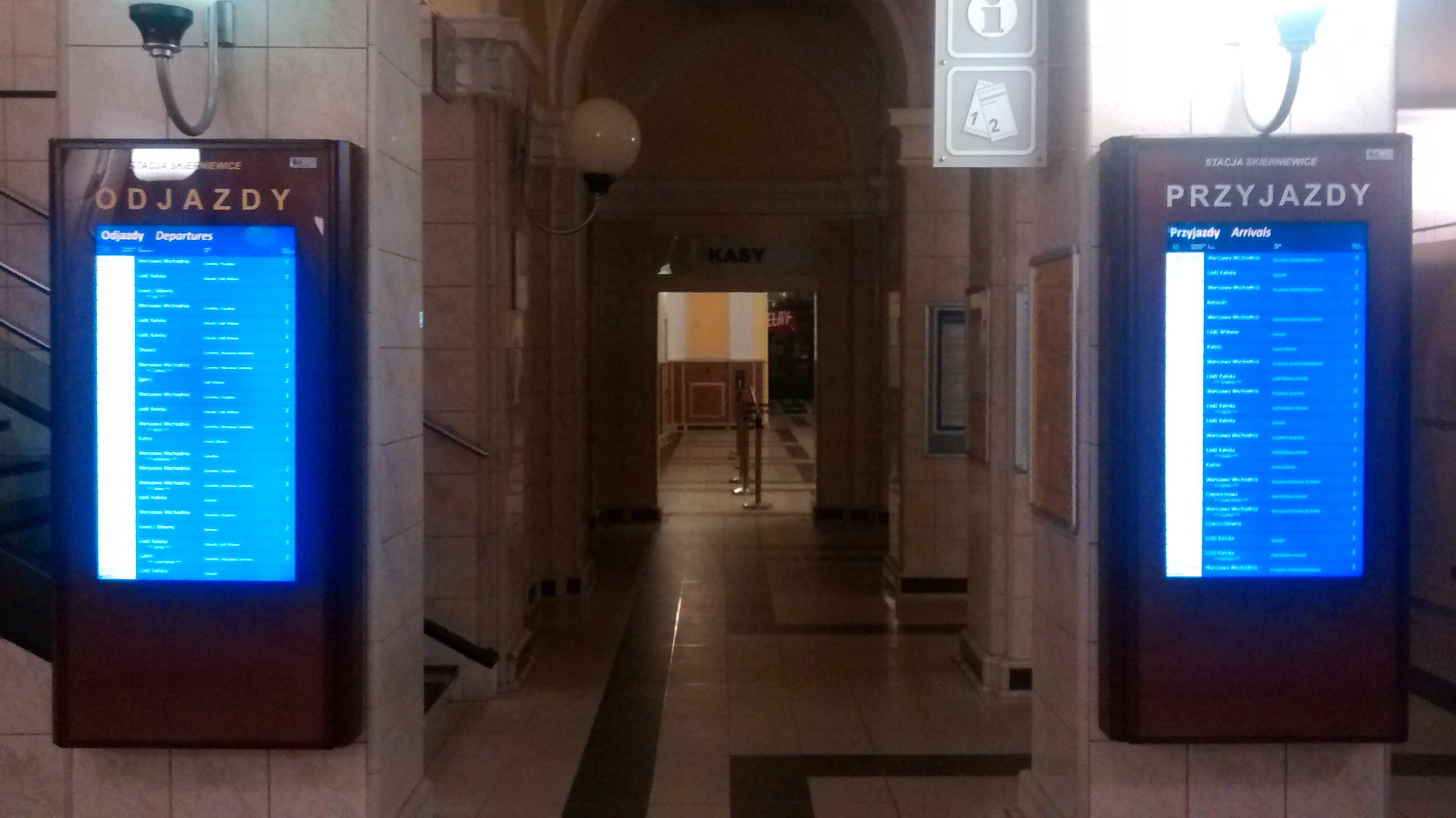
Tablice informacyjne przyjazdów i odjazdów pociągów
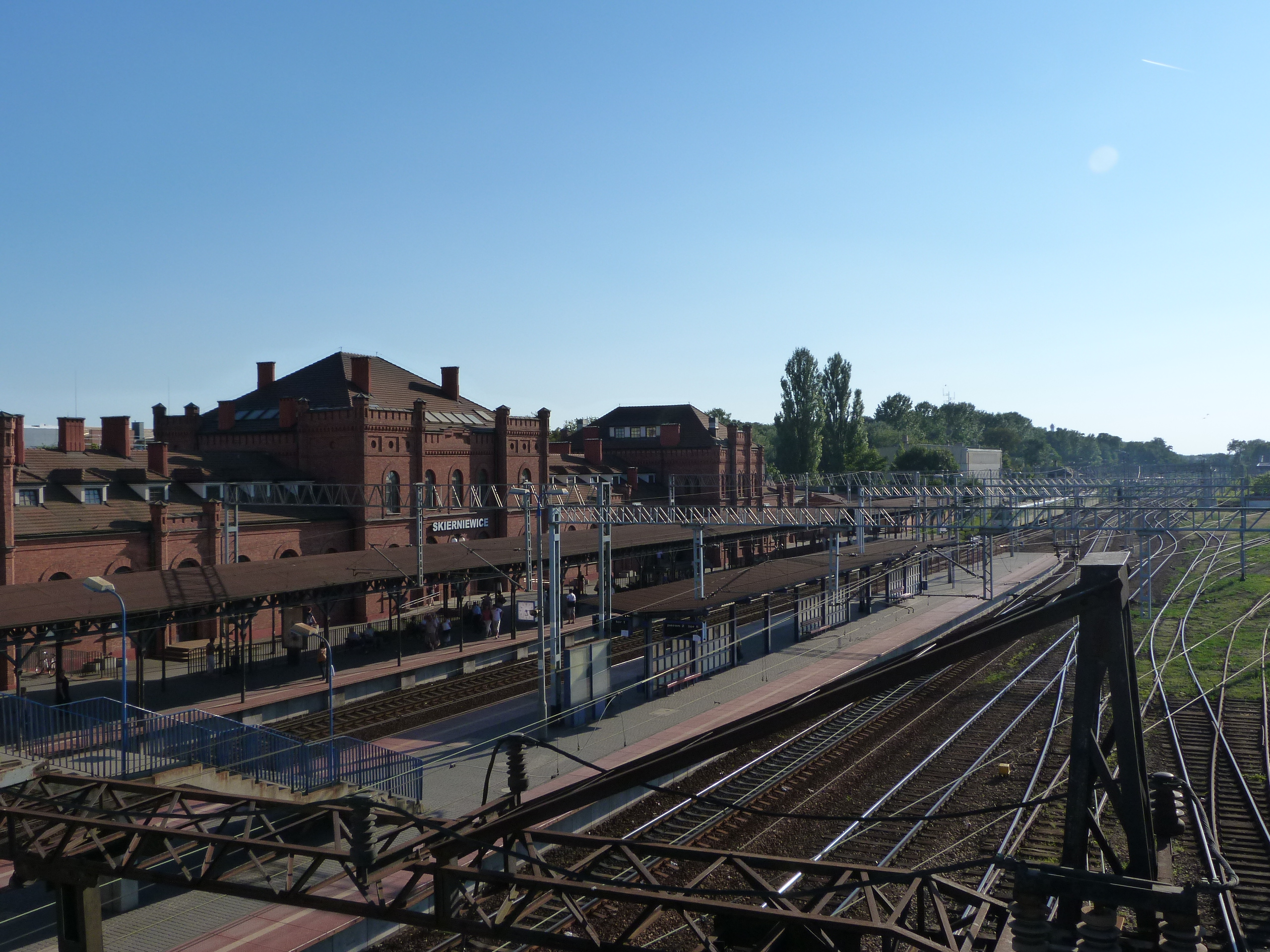
Dworzec kolejowy obecnie, widok z kładki od strony peronów (2012 r.)
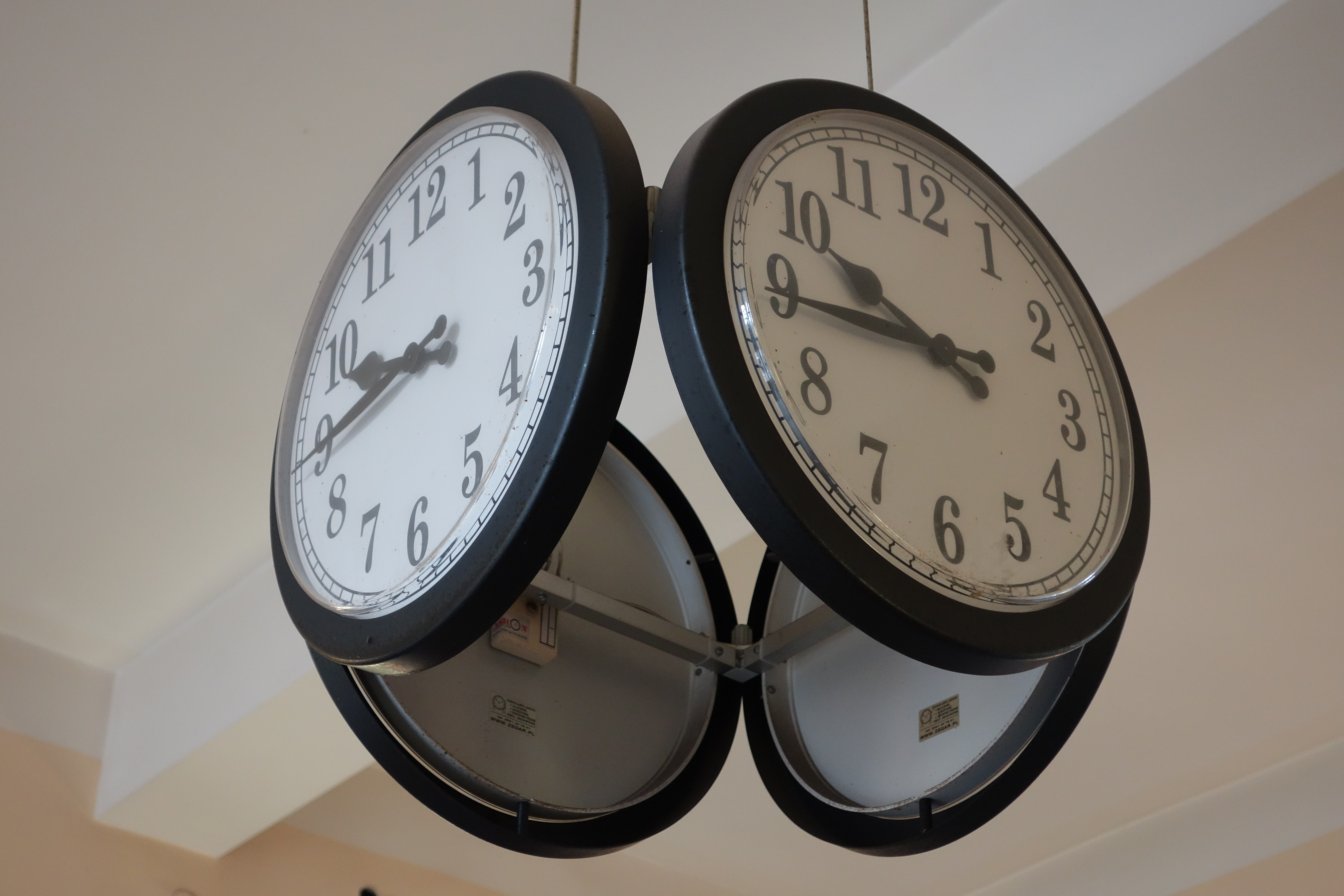
Zegary w budynku dworca